# Завод азотних добрив у Нангалі
Завод азотних добрив у Нангалі – підприємство індійської хімічної промисловості, майданчик якого знаходиться на північному сході країни у штаті Пенджаб.
У другій половині 20 століття конверсія метану стала основною промисловою технологією отримання водню, який необхідний для синтезу аміаку. Втім, для заводу в Нангалі обрали метод продукування водню шляхом електролізу, що було обумовлене можливістю отримання дешевої електроенергії, яку виробляв машинний зал при греблі Бха́кра-На́нґал.
Завод, який почав роботу в 1958-му, мав потужність у 100 тисяч тон аміаку на рік, чому відповідала продуктивність на рівні 285 тон на добу (за іншими даними, підприємство могло продукувати 310 тон на добу). Аміак використовували для продукування азотної кислоти та амонію, які в подальшому перетворювали на кінцевий продукт – кальцій-аміачну селітру (calcium ammonium nitrate, CAN) – в обсягах 400 тисяч тон CAN. З 1962-го завод також став першим індійським виробником важкої води, при цьому методом кріогенної дистиляції водню могли щорічно продукувати 14 тон цього продукту. Для роботи підприємство потребувало 164 МВт потужності.
В 1978 році ввели в дію нову чергу, яка продукувала аміак на основі важких фракцій нафти та могла виробляти 1000 тон на добу. Одночасно запустили виробництво сечовини потужністю 330 тисяч тон на рік. Оскільки Індія потребувала важкої води, секцію електролізу залишили в роботі, тільки зі зменшеною потужністю, що дозволяло отримувати 7 тон важкої води на рік. Енергоспоживання при цьому скоротилось до 98 МВт.
У 1990-му провели модернізацію, яка дозволяла отримувати необхідний виробництву важкої води водень особливої чистоти за рахунок риформінгу нафти, що дозволило скоротити енергоспоживання до 40 МВт.
В 2001-му потужність лінії сечовини довели до 479 тисяч тон на рік, втім, фактичний випуск цього добрива може перевищувати номінальні показники, так в 2019/2020 бюджетному році було вироблено 575 тисяч тон. Виробництво кальцій-аміачної селітри завод більше не підтримує, зате продукує товарну азотну кислоту (560 тон на добу), промисловий нітрат амонію (706 тон на добу, використовується для виробництва вибухівки та в інших застосуваннях), нітрат натрію та нітріт натрію (по 9 тон на добу).  
У 2013-му унаслідок чергової модернізації лінію аміаку перевели на використання природного газу, що надходить по трубопроводу Дадрі – Лудхіяна. 
Первісно заводом опікувалась Fertilizer Corporation of India), проте унаслідок подальшої реорганізації він перейшов до компанії National Fertilizers Ltd.